# 宮田又三郎
宮田 又三郎（みやた またさぶろう、1898年2月25日 - 1985年8月9日）は、日本の実業家で、西日本鉄道社長を務めた。

## 来歴・人物
佐賀県佐賀市出身。1920年に長崎高等商業学校（現・長崎大学経済学部）を卒業し、東邦電力（現・九州電力）での勤務を経て、西日本鉄道の前身である福博電車に入社した。
旧帝国大学出身者が学閥を組んで経営の中心となっていた西鉄の中で、高商卒の宮田はまさに「叩き上げ」で出世していく。常任監査役、常務、専務を経て、1960年から1963年11月までに社長を務めた。在任中に西鉄ライオンズのオーナーも務めた。
西鉄不動産、筑豊電気鉄道、大分交通、テレビ西日本、福岡スポーツセンターなどの各取締役を歴任した。
1961年に藍綬褒章を受章した。
1985年8月9日に急性心不全のために死去。87歳没。